# Wzór Lorentza-Lorenza
Wzór Lorentza-Lorenza – równanie wiążące refrakcję molową ośrodka materialnego z bezwzględnym współczynnikiem załamania światła w tym ośrodku. Został sformułowany w 1880 roku niezależnie od siebie przez Hendrika Lorentza i Ludviga Lorenza. Wzór ten ma postać:
{\displaystyle R={\frac {M}{\rho }}\;{\frac {n^{2}-1}{n^{2}+2}},}
gdzie:
{\displaystyle R} – refrakcja molowa,
{\displaystyle \rho } – gęstość ośrodka,
{\displaystyle n} – współczynnik załamania światła (współczynnik refrakcji),
{\displaystyle M} – masa molowa.
Jeżeli uwzględni się, że {\displaystyle {\tfrac {M}{\rho }}} to objętość molowa, wówczas refrakcja molowa:
{\displaystyle R=V_{\mathrm {m} }{\frac {n^{2}-1}{n^{2}+2}},}
gdzie {\displaystyle V_{\mathrm {m} }} to objętość molowa ośrodka.
Refrakcja jest wielkością addytywną, dla związku chemicznego refrakcja jest sumą refrakcji atomowych i refrakcji wiązań. W przypadku mieszanin (np. roztworów) refrakcja jest też sumą refrakcji składników.
Poza obszarem częstości optycznych współczynnik załamania światła można zastąpić względną przenikalnością elektryczną ośrodka {\displaystyle \epsilon _{\mathrm {r} },} zgodnie z zależnością:
{\displaystyle \epsilon _{\mathrm {r} }=n^{2}.}
Uzyskany wzór nosi nazwę równania Clausiusa-Mossottiego i definiuje polaryzowalność molową:
{\displaystyle \Pi ^{*}=V_{\mathrm {m} }\mathrm {\frac {\epsilon _{r}-1}{\epsilon _{r}+2}} .}